# Antonio García Bellido
Antonio García-Bellido y García de Diego (Madrid, 30 d'abril de 1936) és un científic espanyol especialitzat en la recerca de les bases genètiques del desenvolupament i de la diferenciació cel·lular.

## Biografia
Fill de l'historiador i arqueòleg Antonio García y Bellido i net (per part materna) del filòleg Vicente García de Diego. Interessat per la història, la literatura i la ciència, des de molt jove se sent atret per l'origen de la vida. Estudia la carrera de Ciències Biològiques a la Universitat Complutense de Madrid, llicenciant-se el 1958 i entrant a formar part en aquest moment del Consell Superior d'Investigacions Científiques gràcies a una beca. El 1962 es doctora en ciències per la Universitat Complutense de Madrid amb la Tesi Doctoral: "Fenogenética del locus "furrowed (fw) de Drosophila melanogaster". Posteriorment amplia els seus estudis a la Universitat de Cambridge, Universitat de Zúric, així com a l'Institut Tecnològic de Califòrnia.
Professor de Recerca del CSIC des de 1974. És Membre Fundador del Centre de Biologia Molecular Severo Ochoa i va dirigir durant 32 anys el Laboratori de Genètica del desenvolupament al mateix Centre. Va ocupar els càrrecs de director de l' Institut de Genètica i del Centre de Biologia Molecular Severo Ochoa. Gran amic de Severo Ochoa, és un dels científics espanyols més reconeguts internacionalment, responsable de treballs de gran importància en el camp de la genètica del desenvolupament i de la diferenciació cel·lular, abordant el problema d'explicar la paradoxa que a partir d'una sola cèl·lula es formin altres cèl·lules en successives divisions que es diferencien en la seva configuració i en la seva funció. Aquestes cèl·lules s'agrupen posteriorment en estructures molt precises, donant lloc als diferents teixits i òrgans. El seu treball ha obert el camí per arribar a comprendre el mecanisme genètic de la diferenciació i morfogènesi dels éssers vius. Ha estat professor convidat en nombroses Universitats i ha donat centenars de conferències arreu del món. La formació acadèmica del Professor Antonio García-Bellido amb els professors V.B. Wigglesworth (Cambridge, G.B.), Ernst Hadorn (Zuric, Suïssa), A.H. Sturtevant i Edward B. Lewis (CalTech, USA) li va proporcionar les bases conceptuals per dur a terme anàlisis fisiològiques, genètics i de desenvolupament de la Morfogènesi, el seu camp d'interès.
Ha dirigit 22 Tesis Doctorals, entre elles la de Cassandra Extavour, i té 165 publicacions entre revistes especialitzades i llibres.
En l'actualitat és professor vinculat ad honorem del Consell Superior d'Investigacions Científiques (CSIC), i desenvolupa el seu treball en el departament de Desenvolupament i Diferenciació del Centre de Biologia Molecular Severo Ochoa de Madrid (CSIC-UAM).

## Obra
És considerat el "Pare de l'escola espanyola de Biologia del desenvolupament". El treball del Professor Antonio García-Bellido ha estat pioner i preeminent en l'exploració d'una noció "apogenètica" del Desenvolupament: el genoma, actiu en les cèl·lules individuals, determina un específic comportament cel·lular i aquest, al seu torn, l'organització d'aquestes cèl·lules en sistemes supracel·lulars, patrons, forma i grandària dels òrgans. Ha treballat sempre amb un insecte dípter, la mosca de la fruita o mosca del vinagre Drosophila melanogaster, un organisme senzill i manejable en el laboratori de l'estudi del qual s'han derivat nombrosos ensenyaments que són vàlids per a la comprensió de la biologia d'altres espècies, inclosa la humana.
La riquesa en noves idees aportades pel Professor Antonio García-Bellido en el camp de la Biologia del desenvolupament està en relació amb els excel·lents resultats experimentals dels seus estudis sobre les bases genètiques del reconeixement cel·lular (1966-69); mosaics genètics i mapes blastodèrmics (1968); anàlisi clonal de sistemes en desenvolupament (1968-73); el descobriment dels "compartiments" publicat el 1973 en la Revista "Nature New Biology, 245: 251-253". Aquest treball va ser defensat el 1975 pel Premi Nobel, Francis Crick i per l'actual Premi Príncep d'Astúries, Peter Lawrence en la Revista "Science 189: 340-347"; la teoria dels gens selectors (1981); genètica de cèl·lules somàtiques (1970-76); transregulación genètica i syntagmas en els complexos bithorax i achaete-scute (1973-82); interaccions cel·lulars en morfogènesi (1984-). Patró de venació i control de proliferació cel·lular (1989-). Control genètic i cel·lular de la grandària i forma en l'ala (1985-).

## Llegat
Les seves idees i nous enfocaments al problema del Desenvolupament han estat seguits i continuats per nombrosos investigadors a tot el món, sobretot a Europa i Estats Units, incitant similars estudis de recerca en altres grups animals, com mamífers, i plantes. La florida actual de la Genètica Molecular del Desenvolupament en Drosophila melanogaster es deu, en gran manera, a l'important treball del Professor Antonio García-Bellido, que ja se cita i explica fins i tot en llibres de text (p. ex. "Genetics" de Strickberger, "Molecular Biology of the Cell" B. Alberts et al.). Una de les seves publicacions -La teoria dels compartiments- (que el van fer candidat al Premi Nobel el 1979), ha estat qualificada com a "cita clàssica" pel Current Contents i comentada i lloada per molts col·legues en treballs de recerca, articles de revisió i dedicatòries de llibres.

## Reconeixements i llocs acadèmics
Premis
- Premi Príncep d'Astúries d'Investigació Científica i Tècnica (Espanya), 1984
- Premi Leopold Mayer de l'Académie des Sciences de París, 1986
- Premi a la invenció de la Fundació García Cabrerizo, 1989
- Premi Nacional d'Investigació Santiago Ramón y Cajal. Espanya, 1995
- Càtedra Severo Ochoa en Biologia, 1996
- Premi de Recerca de la Comunitat Autònoma de Madrid, 1998
- Medalla dels Premis de Recerca "Rei Jaume I". València, 1998
- Comanda amb placa de l'Orde d'Alfons X el Savi, 2005
- Premi Mèxic de Ciència i Tecnologia, 2006
- Premi Nacional de Genètica. Modalitat: Bàsica. Atorgat per la Societat Espanyola de Genètica (SEG), 2009
- "Lifetime Achievement Award" de la Societat Americana de Biologia del Desenvolupament (SBD), 2012

Presidències
- President d'honor de la Societat Espanyola de Biologia del Desenvolupament (SEBD).
- President del Consell Científic del Centre de Gènetique Molèculaire del CNRS.Paris), 1989-93).
- President del V International Congress on Cell Biology. Madrid, juliol de 1992.
- President Electe de la European Developmental Biology Organization (EDBO), (1999 -..).

Acadèmies
- Membre de la Reial Acadèmia de Ciències Exactes, Físiques i Naturals. Medalla Nº 7. Espanya, 1984.
- Membre estranger American Academy of Arts and Sciences (Estats Units), 1985.
- Membre estranger de la Royal Society of London, 1986.
- Membre estranger de la National Academy of Sciences, Estats Units (Washington), 1987.
- Membre fundador de l'Acadèmia Europea, 1988.
- Membre Estranger de la Real Acadèmia de Ciències Francesa, 1995.
- Membre de la Pontifical Academy of Science, Ciutat del Vaticà, 2003.
- Membre de l'European Academy of Sciences (EAS) 2004.

Doctor honoris causa
- Doctor Honoris causa per l'Acadèmia de Ciències de l'URSS. (Moscou), 1990.
- Doctor Honoris causa per la Universitat de La Corunya, 1996. Discurs d'Investidura: "Al·lels o gens"
- Doctor Honoris causa per la Universitat de Barcelona, 1996. Discurs d'Investidura: "Complexitat i Diversitat al món orgànic".
- Doctor Honoris causa per la Universitat d'Oviedo, 1997. Discurs d'Investidura: "Els canvis de perspectiva en la biologia del desenvolupament"
- Doctor Honoris causa per la Universitat de Salamanca, 1998. Discurs d'Investidura: "Els dualismes en biologia"
- Doctor Honoris causa per la Universitat Miguel Hernández d'Elx, Alacant, 2001. Discurs d'Investidura: "Entendre en biologia".
- Doctor Honoris causa per la Universitat de Màlaga, 2015. Discurs d'Investidura: "Determinisme o contingència en biologia".

Societats
- Membre electe de l'European Molecular Biology Organization (EMBO), 1975.
- Membre electe de la International Cell Research Organization (ICRO), 1978.
- Membre electe del Consell Científic de la EMBO, 1988.
- Membre Electe del Human Genome Organization, (Ginebra, Suïssa), 1989.
- Membre Honorari de la Societat Espanyola Interdisciplinària de Criobiología. (Oviedo), 1992.
- Membre Honorari de la Societat Espanyola de Biologia Cel·lular. Espanya, 1992.
- Membre de la InterAmerican Medical and Health Association. (USA), 1993.
- Membre de l'Assemblea Europea de les Ciències i la Tecnologia. Bruxelles, 1994.
- Membre d'Honor de la Societat Espanyola de Genètica. Espanya, 1995.
- Membre Electe del Neuroscience Institute. USA, 2001.
- Membre Honorari de la Societat Espanyola de Biologia Evolutiva, 2005.
- Membre Honorari de la Vavilov Society of Russian Geneticists, 2006.
- Membre del Col·legi Lliure d'Emèrits, 2014.

## Publicacions
- García-Bellido, A. (1966). "Pattern reconstruction by dissociated Imaginal Disk cells of Drosophila melanogaster". Developmental Biology, 14: 278-306. (1a indicació d'especificitat cel·lular i de propietats de reconeixement de cèl·lules individuals. Nova perspectiva del desenvolupament: des de la cèl·lula cap al conjunt de cèl·lules.)
- García-Bellido, A. and Merriam, J.R. (1969). "Cell lineage of the Imaginal Discs in Drosophila Gynandromorphs". Journal Experimental Zoology., 170: 61-76. (Clàssic del "mapa de destinació del blastoderma". Obre el camí per a identificació de focus d'acció gènica.)
- García-Bellido, A. and Merriam, J.R. (1971). "Parameters of the Wing Imaginal Disc Development of Drosophila melanogaster". Developmental Biology., 24: 61-87. (Primera descripció clonal del desenvolupament d'un disc imaginal, i identificació de dinàmica de proliferació i de restriccions clonals.)
- García-Bellido, A. and Santamaría, P. (1972). "Developmental analysis of the wing disc in the mutant engrailed of Drosophila melanogaster". Genetics 72: 87-104. (Identificació de Engrailed com un gen homeòtic - selector.)
- García-Bellido, A., Ripoll, P. and Morata, G. (1973). "Developmental compartmentalization of the wing disk of Drosophila". Nature New Biology, 245: 251-253. (Descobriment de compartiments en el desenvolupament animal.)
- García-Bellido, A. (1975). "Genetic control of wing disc development in Drosophila". Cell Patterning. Ciba Foundation Symposium 29, pàg. 161-182. Elsevier, Amsterdam. (Article teòric relacionant llinatges cel·lulars amb gens "activadors "selectors" i "realitzadors". Postulat de jerarquies de gens morfogenètics.)
- García-Bellido, A. (1979). "Genetic analysis of the achaete-scute system of Drosophila melanogaster". Genetics, 91:491-520. (Treball bàsic per a l'anàlisi molecular del complex AS.)
- Botes, J., Moscoso del Prat, J. and García-Bellido, A. (1982). "Gene-dose titration analysis in the search of trans-regulatory gens in Drosophila". The EMBO Journal, 1: 307-310. (Mètode de cerca de gens reguladors: descobriment del regulador de l'AS-C.)
- García-Bellido, A. and de Celis, J.F. (1992). "Developmental Genetics of the venation pattern of Drosophila". Annual Review Genetic, 26:275-302. (Definició dels paràmetres genètics de la morfogènesi de l'ala: presentació del model d'Entelèquia, com a base del control de grandària i forma de conjunt cel·lulars.)
- Baonza, A. and García-Bellido, A. (2000). "Notch signaling directly controls cell proliferation in the Drosophila wing disc".Proceedings of the National Academy of Sciences. 97: 2609-2614. (El gen Notch codifica un receptor de senyals intercel·lulars per a la diferenciació cel·lular. En aquest treball es descobreix el seu paper sobre proliferació.)
- Baena-López, L.A., Baonza, A. and García-Bellido, A. (2005). "The Orientation of Cell Divisions Determinis the Shape of Drosophila Organs".Current Biology. 15: 1640-1644. (Descripció del paper de l'orientació de la divisió cel·lular en la definició de la forma d'un òrgan.)
- Baena-López, L.A. and García-Bellido, A. (2006). "Control of growth and positional information by the graded vestigial expression pattern in the wing of Drosophila melanogaster".Proceedings of the National Academy of Sciences. 103: 13734-13739. (Descripció de la funció del gen Vestigial en el control del creixement durant el desenvolupament)